# Riley & Scott Mk IIIC
Der Riley & Scott Mk IIIC war ein Prototyp, der von der Riley & Scott Cars Inc. gebaut wurde.

## Entwicklungsgeschichte und Technik
Riley & Scott hatten ihre fortschreitende Entwicklung des Mk III während der Saison 1999 beendet, was teilweise darauf zurückzuführen war, dass das Unternehmen von General Motors mit dem Bau eines Le-Mans-Prototyps für ihre Marke Cadillac beauftragt wurde. Der resultierende Northstar LMP übernahm Elemente des Designs und Layouts des Mk III. Der Cadillac verfügte über moderne Funktionen, darunter ein Kohlefaser-Monocoque, das das Verbund-Monocoque des Mk III ersetzte, ein Überrollbügel nur über dem Fahrersitz statt über die gesamte Breite des Cockpits und eine Verlegung der Kühler, um die Nase abzusenken. Ein weiterentwickelter, von Riley & Scott gebautes Northstar-LMP-Fahrzeug erschien im Jahr 2001, aber das Unternehmen wurde nicht mit dem Bau der 2002er-Version des Autos beauftragt.
Nachdem die Northstar-LMPs für die Saison 2001 gefertigt waren, richtete Riley & Scott ihre Aufmerksamkeit wieder auf ihren Mk III, der in fast zwei Saisons auch ohne größere Upgrades immer noch Siege einfuhr. Anstatt ein Design weiterzuentwickeln, das mittlerweile sechs Jahre alt war, entschieden sich Riley & Scott, bei Null anzufangen und ein völlig neues Auto zu entwickeln, das das einfache Design des Mk III fortführte, aber einige der Weiterentwicklungen erhielt, die Riley & Scott beim Northstar LMP verwendet hatte.
Im Grunde genommen ist der Mk IIIC vom Layout her nahezu identisch mit dem Mk III. An der Vorderseite befand sich in einer schrägen Nase ein Kühler, der Luft aus einer Entlüftung über dem Frontsplitter speiste und über die Oberseite der Karosserie direkt vor dem Cockpit austreten ließ. Die Seitenkästen waren gerade und flach und verfügten über verschiedene austauschbare Panels für Kühlung und Aerodynamik. Ein Motoreinlass war hinter und über dem Cockpit angebracht und umhüllte einen Motorraum, der mehrere Saugmotorkonstruktionen aufnehmen konnte. Gemeinsam mit dem Mk III war auch die Verwendung eines Stahl-Rohrrahmens und eines Kohlefaser-Chassis anstelle des Vollcarbon-Monocoques des Northstar LMP.
Einige Änderungen am Design des Mk IIIC konzentrierten sich auf den Cockpit- und Frontbereich. Während der Mk III über einen Überrollbügel verfügte, der sich über die gesamte Breite des Cockpits erstreckte, war der Mk IIIC so konzipiert, dass er das Überrollbügeldesign des Northstar LMP hatte. Dieser Standardreifen wurde direkt hinter dem Fahrersitz positioniert und integrierte die Einlässe für den Motor, wobei optional eine Überrollbügelverlängerung angeboten wurde, wie sie für die Rolex Sports Car Series erforderlich war. Auch die Vorderseite des Cockpits wurde neu gestaltet, indem direkt vor dem Fahrer eine aerodynamische Windschutzscheibe angebracht wurde. Die Nase des Mk IIIC war deutlich runder als die des Mk III. Die vorderen Kotflügel waren nicht mehr quadratisch und verjüngten sich zum Frontsplitter. Auch die Scheinwerfer wurden neu gestaltet und umfassten nun vier statt bisher zwei Leuchten. Die Ausgänge für den Kühler waren ebenfalls so gestaltet, dass sie sich über die gesamte Breite der Nase erstreckten, obwohl die Öffnungen jetzt schmaler waren als beim Mk III. Neu hinzu kamen weitere Kanäle auf beiden Seiten des Cockpits, die dafür sorgten, dass die Luft aus dem Frontdiffusor nach oben und über die Oberseite der Karosserie austreten konnte. Die Karosserie des Mk IIIC war niedriger, mit Ausnahme der Kotflügel des Fahrzeugs.
Das Getriebe des Mk IIIC war eine wesentliche Verbesserung gegenüber dem älteren Auto. Ein neues 6-Gang-Getriebe von X-Trac war Teil des Pakets und ersetzte das bisherige 5-Gang-Getriebe. Dieses Getriebe wurde durch die Option eines von Megaline entwickelten pneumatisch betätigten Gangwechselsystems weiter verbessert, das über Paddel hinter dem Lenkrad und nicht über einen herkömmlichen Schalthebel aktiviert wurde.
Insgesamt wurden fünf Mk IIIC von Riley & Scott gebaut, von denen vier für Wettbewerbszwecke eingesetzt wurden. Der Mk IIIC von Autocon Motorsports, Fahrgestellnummer 01-002, war das letzte noch im Einsatz befindliche Auto, als er Ende 2005 ausgemustert wurde.
Ein Ableger des MK IIIC war der Robinson Mk IIIC.

## Renngeschichte

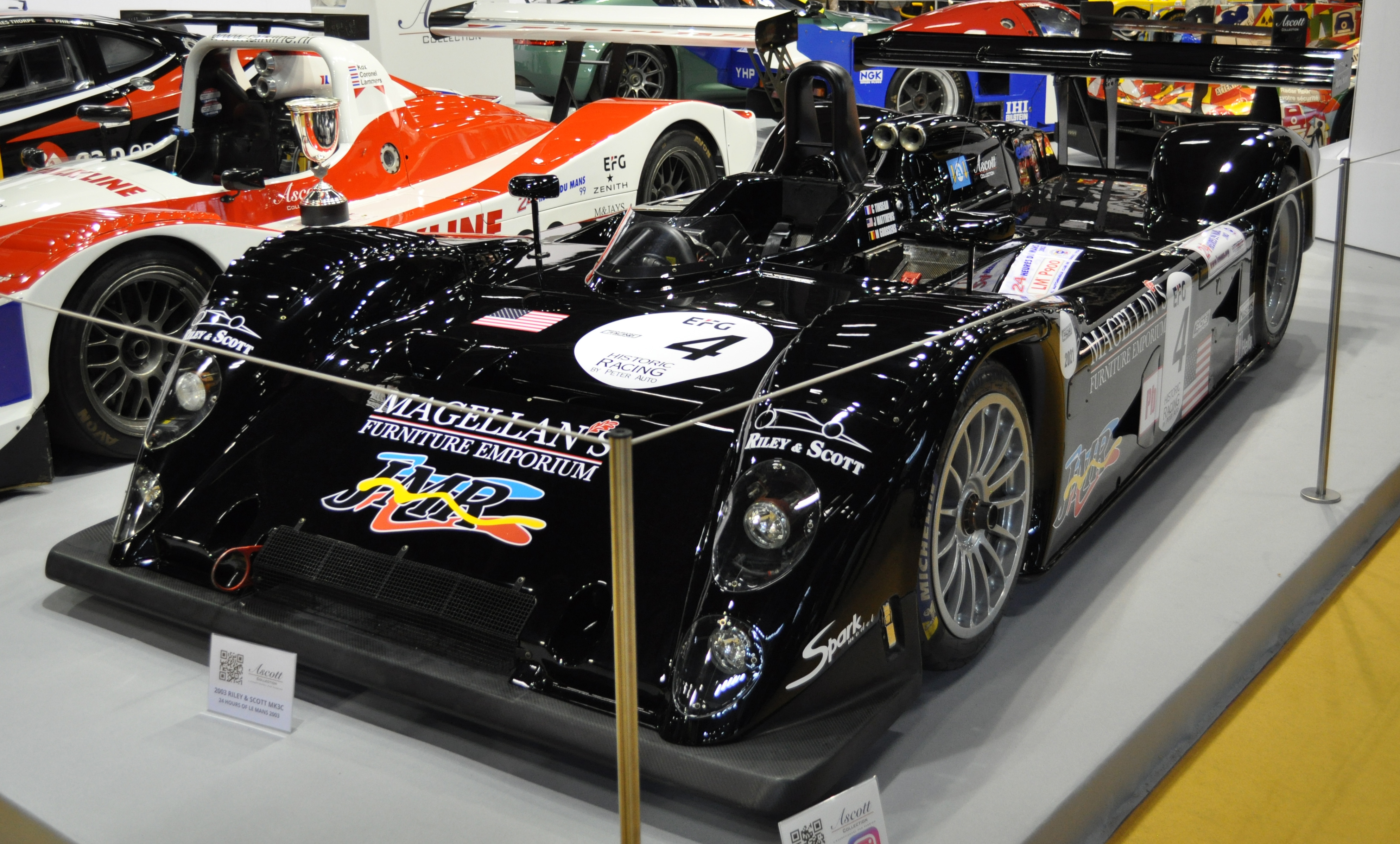
Rily & Scott Mk IIIC

Im Jahr 2001 näherte sich die Konkurrenzfähigkeit des Mk III seinem Ende. Bis April hatte Dyson Racing damit noch einen Sieg in der Rolex Series auf dem Homestead-Miami Speedway errungen, doch im April wurde das Riley & Scott-Programm erneuert. Dyson erhielt den ersten Mk IIIC, aber anstatt in der Rolex-Serie zu bleiben, feierte das neue Auto sein Debüt beim 12-Stunden-Rennen von Sebring, dem zweiten Rennen der American Le Mans Series dieses Jahres. Gefahren von Butch Leitzinger, Elliott Forbes-Robinson und James Weaver fiel der Wagen bei seinem Debütrennen aus. Die erste Podiumsplatzierung für einen MK IIIC gab es mit dritten Rang beim 2:45-Stunden-Rennen von Mid-Ohio. Am Steuer saßen Weaver und Leitzinger.
Für die Rolex Series setzten Dyson und Robinson Racing zunächst ihre älteren Mk III ein, doch Robinson Racing erhielt pünktlich zum 6-Stunden-Rennen von Watkins Glen den zweiten neuen Mk IIIC. Das Debüt des Wagens war jedoch nur von kurzer Dauer, da ein schwerer Unfall im Training einen langwierigen Wiederaufbau erforderte.

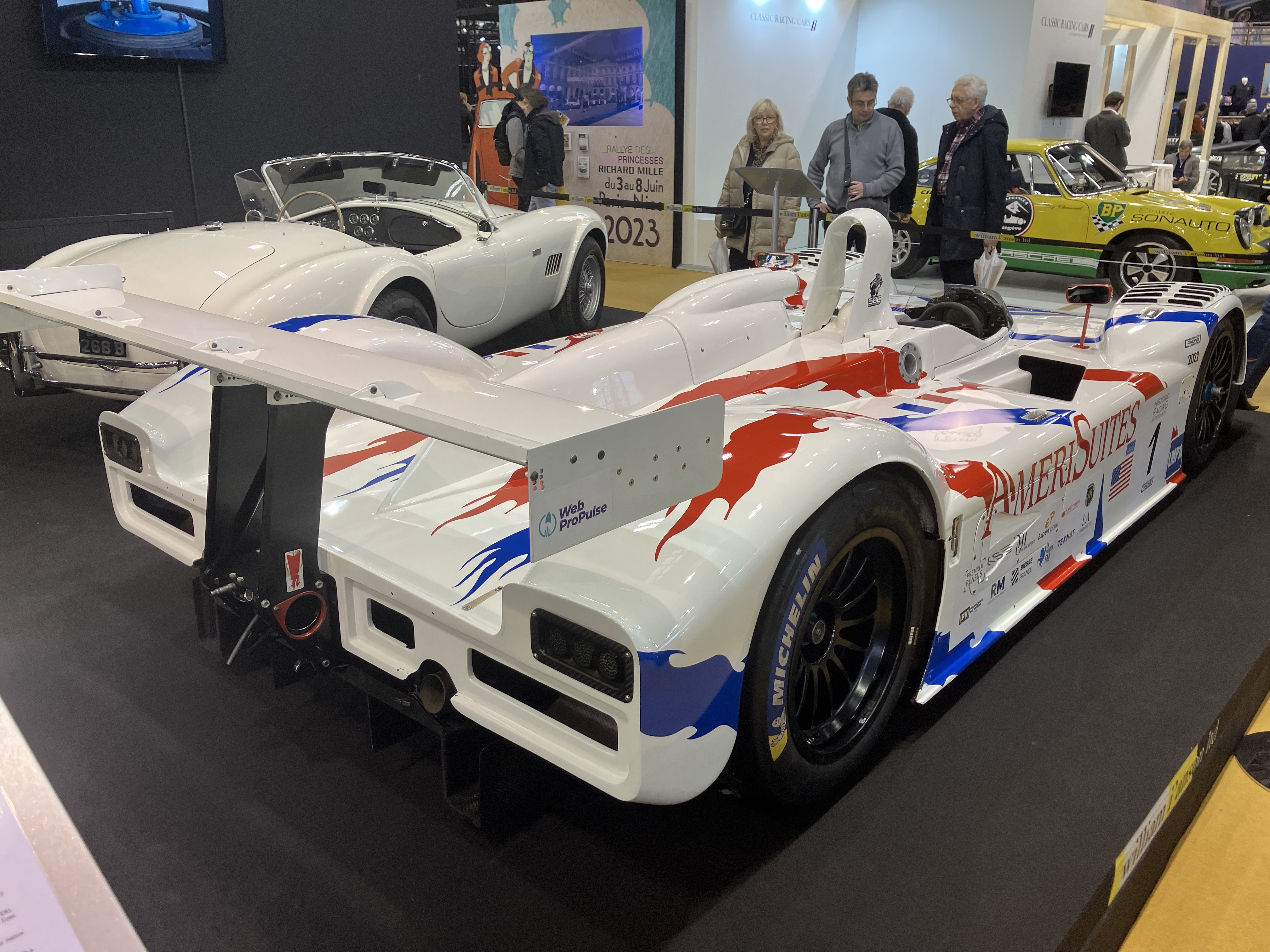
Fahrzeugheck

Zu Beginn der Saison 2002 war Riley & Scott durch die Insolvenz des Eigentümers Reynard Motorsport aufgelöst worden und Riley Technologies hatte die Betreuung der Mk IIICs übernommen. Zwei weitere Chassis waren nun fertiggestellt und an Intersport Racing und das von Riley unterstützte Jim Matthews Racing ausgeliefert. Obwohl der Mk IIIC nicht siegreich war, schaffte er 2002 sowohl in der Rolex-Serie als auch in der ALMS mehrere Podestplätze. Robinson Racing belegte in Rolex zweimal den dritten Platz, während Riley Racing beim 12-Stunden-Rennen von Sebring den dritten Platz belegte (Fahrer Marc Goossens, Guy Smith und Jim Matthews). Riley & Scott kehrten ebenfalls nach Europa zurück, um ihren neuesten Mk IIIC beim 24-Stunden-Rennen von Le Mans an den Start zu bringen, doch das Auto hielt erneut nicht stand, nachdem sein Motor 13 Stunden nach Beginn des Rennens ausfiel.
Obwohl die Entwicklung des Mk IIIC im Jahr 2003 endete, als sich Riley Technologies auf den neuen Daytona-Prototypen konzentrierte, wurden die Mk IIIC weiterhin von einigen Teams eingesetzt, die an der American Le Mans Series teilnahmen. American Spirit Racing startete mit einem V8-Motor mit Lincoln-Emblem in die komplette Saison und erzielte in Laguna Seca mit dem fünften Platz sein bestes Ergebnis. Intersport Racing und Jim Matthews Racing nahmen ebenfalls an ausgewählten ALMS-Rennen teil, aber sie nahmen auch an zwei verschiedenen Veranstaltungen in Le Mans teil. Das Matthews-Auto nahm am 24-Stunden-Rennen von Le Mans teil, erlitt jedoch wie im Vorjahr einen Motorschaden, diesmal nach 15 Stunden. Intersport nahm später in diesem Jahr am 1000-km-Rennen von Le Mans teil, schied jedoch nach nur einer Stunde wegen Kupplungsschadens aus.
Während der Saison 2004 der American Le Mans Series fuhren die Mk IIIC nur zwei Rennen. Intersport Racing trat neben Autocon Motorsports an, wobei letzterer die 12 Stunden von Sebring auf dem siebten Platz beendete. Das letzte Rennen der Saison 2005, das 4-Stunden-Rennen von Laguna Seca war das letzte Rennen der gesamten Mk III-Reihe.